# 春日村立美束小学校
春日村立美束小学校 （かすがそんりつ　みつかしょうがっこう）は、かつて岐阜県揖斐郡春日村（現・揖斐郡揖斐川町）に存在した公立小学校。

## 概要
- 春日村北西部（現在の春日美束）が校区であった。1986年、六合小学校、中央小学校、中央小学校古屋分校と統合。春日小学校の新設により廃校。

## 沿革
- 1873年（明治6年） - 幽蘭学校から分立し、養成学校が開校。校区は寺本村、種本村、中郷村[1]。
- 1880年（明治13年） - 美束小学校に改称する。
- 1886年（明治19年） - 美束簡易科小学校に改称する。
- 1892年（明治25年） - 美束尋常小学校に改称する。
- 1900年（明治33年） - 農林補習学校を併設する。
- 1923年（大正12年） - 春日第三尋常高等小学校に改称する。
- 1941年（昭和16年）4月1日 - 春日第三国民学校に改称する。
- 1947年（昭和22年）4月1日 - 春日村立春日第三小学校に改称する。
- 1948年（昭和23年）4月1日 - 春日村立美束小学校に改称する。
- 1986年（昭和61年）3月 - 統合により廃校。